# Ömər Eldarov

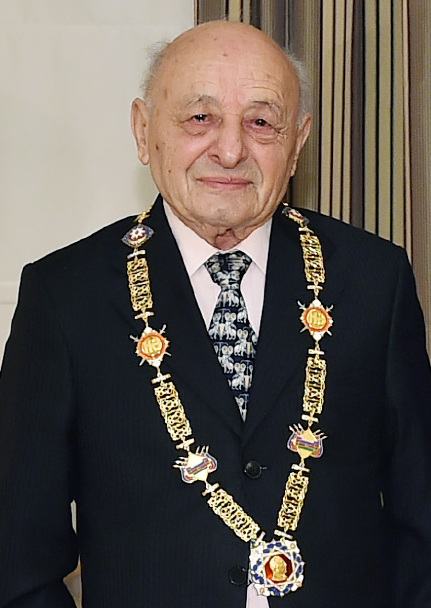
Ömər Eldarov (2017)

Ömər Həsən oğlu Eldarov (* 21. Dezember 1927 in Derbent, Dagestanische Autonome Sozialistische Sowjetrepublik, Sowjetunion, heute Russland) ist ein sowjetischer und aserbaidschanischer monumentalistischer Bildhauer.

## Leben und Werk in der Sowjetzeit
Von 1942 bis 1945 studierte Ömər Eldarov an der nach Azim Azimzade benannten Staatlichen Kunstschule Aserbaidschans. 1951 folgte der Abschluss am nach I. Y. Repin benannten Institut für Malerei, Bildhauerei und Architektur. Er war Schüler von so großen Meistern wie A. T. Matveyev, M. A. Kerzin und V. B. Pinchuk.
1980 erhielt er in Duschanbe den Staatspreis der UdSSR für das 1979 geschaffene Denkmal-Ensemble für Sadriddin Ainij. Ömər Eldarov ist Träger des „Order of the Badge of Honour“. Er erhielt den Staatspreis der SSR Aserbaidschan für das Denkmal für P. A. Dzhaparidze in Baku (1980). Die berühmtesten Werke des Meisters sind das Fizuli-Denkmal in Baku (1962) mit dem Bildhauer Tokay Mammadov, für das er mit der Silbermedaille der Akademie der Künste der UdSSR ausgezeichnet wurde; Denkmal für Natavan (1960), Baku, mit den Architekten E. Ismayilov und F. Leontyev; Denkmal für Sattar Bahlulzade (1975); Porträt des Dirigenten Niyazi (1984); „Kopf des lachenden Arbeiters“ (1984); „Mahatma Gandhi“ (1987); „Avicenna“ (1980); Rabindranath Tagore (1987); Porträts von Aysel (1988) und Ayten (1988).

## Werke seit 1991
Der Autor des Porträts von Sattar Bahlulzade, die Büste von Muslim Mogomayev, das Denkmal für Huseyn Javid (1993), das Denkmal für Mammed Amin Rasulzade (1995), Azim Azimzade (2002), das Basrelief von Rashid Behbudov (2002), die Büste von Nizami Ganjavi in Tscheboksary (2004), Grabsteine von Sarifa Aliyeva, Haydar Aliyev, Sikh-Ali Gurbanov, Tofig Guliyev in der Allee der ehrenvollen Beerdigung in Baku, Grabstein und Basrelief von Uzeyir Hajibeyov in Wien (2005), Niyazis Basrelief (2006), Denkmal für Haydar Aliyev in Nakhchivan (2006), Denkmal für İhsan Doğramacı in Ankara (2003), Gedenktafel von Tofig Guliyev (2006), Gedenktafeln von Haydar Aliyev und der Akademikerin Zarifa Aliyeva (2008).
Ömər Eldarov wurde die „Goldmedaille“ für den Beitrag und die Entwicklung der bildenden Kunst Aserbaidschans während feierlicher Zeremonien zum 65. Jahrestag des Verbandes der Künstler Aserbaidschans verliehen. Zu Ehren des 250-jährigen Jubiläums der Russischen Akademie der Künste (2007) wurde ihm die Gedenkmedaille „Für Verdienste um die Akademie zu Ehren des 250-jährigen Bestehens“ verliehen.
Von 1995 bis 2000 war Ömər Eldarov Abgeordneter des Parlaments – der Nationalversammlung von Aserbaidschan. Er ist verheiratet und hat drei Kinder: Töchter Lala Eldarova (Kunstkritikerin), Institut für Kunst und Architektur der Nationalen Akademie der Wissenschaften von Aserbaidschan, Kamilla Eldarova (Malerin), Sohn Muslim Eldarov (Bildhauer, Herausgeber des Staatsbuches von Aserbaidschan). 2002, Zeitschrift „Caspian“.

## Auszeichnungen und Ehrungen
- Ehrenzeichen der Sowjetunion (9. Juni 1959)
- Jubiläumsmedaille „Zum Gedenken an den 100. Geburtstag von Wladimir Iljitsch Lenin“ (1970)[6]
- Staatspreis der UdSSR (31. Oktober 1980) – für das Denkmal-Ensemble für Sadriddin Ainij in Duschanbe
- Volkskünstler der SSR Aserbaidschan (1. Dezember 1982) – für Verdienste um die Entwicklung der sowjetischen bildenden Kunst Aserbaidschans[7]
- Orden des Roten Banners der Arbeit (22. August 1986)
- İstiqlal-Orden (20. Dezember 1997) – für große Verdienste um die Entwicklung der Bildhauerkunst Aserbaidschans[8]
- Şərəf-Orden (17. Dezember 2012) – für Verdienste um die Entwicklung der aserbaidschanischen Kultur[9]
- Verdienter Künstler der Republik Dagestan (10. Mai 2016) – für Verdienste auf dem Gebiet der Kunst und langjährige schöpferische Tätigkeit[10]
- Heydər-Əliyev-Orden (19. Dezember 2017) – für besondere Verdienste um die Entwicklung der aserbaidschanischen Kultur[11]